# Лассі Лаппалайнен
Лассі Лаппалайнен (фін. Lassi Lappalainen, нар. 24 серпня 1998, Еспоо) — фінський футболіст, нападник канадського клубу «КФ Монреаль» та національної збірної Фінляндії. Відомий також за виступами у фінському футбольному клубі «ГІК».

## Клубна кар'єра
Лассі Лаппалайнен народився в місті Еспоо, та розпочав займатися футболом у рідному місті, пізніше перейшов до футбольної школи клубу «ГІК». У 2015 році він долучився до головної команди клубу з Гельсінкі, проте розпочав виступи на футбольних полях у фарм-клубі «ГІК» «Клубі-04», в якій провів два сезони, взявши участь у 21 матчі чемпіонату. У 2017 році повернувся до столичного клубу, проте зіграв у його складі лише 1 матч, та відвлений у оренду до іншого клубу Вейккаусліги «РоПС», в якому грав до кінця 2018 року, і в якому він став одним із основних гравців атакувальної ланки. На початку 2019 року Лассі Лаппалайнен повернувся до клубу «ГІК», і цього разу став одним із основних гравців атакувальної ланки команди.
19 липня 2019 року Лассі Лаппалайнен уклав контракт із італійським клубом Серії A «Болонья». Проте вже 25 липня 2019 року Лаппалайнена віддали в оренду до канадського клубу MLS «Монреаль Імпакт». Спочатку орендна угода була розрахована до 30 червня 2020 року, проте пізніше продовжена до 31 грудня 2020 року. З 2021 року грає за команду з Монреаля, яка отримала нову назву «КФ Монреаль», вже на правах постійного контракту.

## Виступи за збірні
Лассі Лаппалайнен з 2013 до 2017 року грав у складі юнацьких збірних Фінляндії різних вікових груп, загалом на юнацькому рівні взяв участь у 20 іграх, відзначившись 6 забитими голами.
Протягом 2017—2018 років Лаппалайнен грав у складі молодіжної збірної Фінляндії. На молодіжному рівні зіграв у 7 офіційних матчах, забив 3 голи.
8 січня 2019 року Лассі Лаппалайнен дебютував у складі національної збірної Фінляндії в товариському матчі проти збірної Швеції. Станом на кінець травня 2021 року відіграв у складі збірної 8 матчів, у яких забитими м'ячами не відзначився. У кінці травня 2021 року Лассі Лаппалайнена включили до складу збірної для участі в чемпіонаті Європи 2020 року.
| Дата       | Місто     | Господарі   | Результат | Гості                | Турнір            | Голи | Примітки |
| ---------- | --------- | ----------- | --------- | -------------------- | ----------------- | ---- | -------- |
| 8-1-2019   | Доха      | Швеція      | 0 – 1     | Фінляндія            | товариський матч  | -    | 68'      |
| 11-1-2019  | Доха      | Фінляндія   | 1 – 2     | Естонія              | товариський матч  | -    | 46'      |
| 23-3-2019  | Удіне     | Італія      | 2 – 0     | Фінляндія            | Відбір до ЧЄ 2020 | -    | 70'      |
| 8-6-2019   | Тампере   | Фінляндія   | 2 – 0     | Боснія і Герцеговина | Відбір до ЧЄ 2020 | -    | 63'      |
| 11-6-2019  | Вадуц     | Ліхтенштейн | 0 – 2     | Фінляндія            | Відбір до ЧЄ 2020 | -    | 74'      |
| 8-9-2019   | Тампере   | Фінляндія   | 1 – 2     | Італія               | Відбір до ЧЄ 2020 | -    | 74'      |
| 15-10-2019 | Турку     | Фінляндія   | 3 – 0     | Вірменія             | Відбір до ЧЄ 2020 | -    | 61'      |
| 29-5-2021  | Стокгольм | Швеція      | 2 – 0     | Фінляндія            | товариський матч  | -    |          |
| Усього     |           | Матчів      | 8         |                      | Голів             | 0    |          |